# Вардґінеті
Вардґінеті (груз. ვარდგინეთი) — село у Боржомському муніципалітеті мхаре Самцхе-Джавахеті Грузії.

## Географія
Вардґінеті розташоване за 5 км на південний схід від міста Борджомі та за 44 км на південний схід від міста Ахалціхе, адміністративного центру мхаре Самцхе-Джавахеті.

## Клімат
У Вардґінеті помірний (вологий) континентальний клімат зі значною кількістю опадів. 
Середня температура становить 7.6 °C. Серпень найтепліший місяць року, із середньою температурою 19.3 °C. Січень є найхолоднішим місяцем, із середньою температурою -4.2 °C.
Середньорічна норма опадів — 1182 мм. Найменше опадів випадає у лютому — 58 мм. Найбільше опадів випадає у травні, в середньому 166 мм.
| Кліматограма Вардґінеті | Кліматограма Вардґінеті | Кліматограма Вардґінеті | Кліматограма Вардґінеті | Кліматограма Вардґінеті | Кліматограма Вардґінеті | Кліматограма Вардґінеті | Кліматограма Вардґінеті | Кліматограма Вардґінеті | Кліматограма Вардґінеті | Кліматограма Вардґінеті | Кліматограма Вардґінеті |
| --- | ----------------------- | ----------------------- | ----------------------- | ----------------------- | ----------------------- | ----------------------- | ----------------------- | ----------------------- | ----------------------- | ----------------------- | ----------------------- |
| С | Л                       | Б                       | К                       | Т                       | Ч                       | Л                       | С                       | В                       | Ж                       | Л                       | Г                       |
| 60 1 −9 | 58 3 −7                 | 91 6 −4                 | 125 12 1                | 166 17 6                | 149 21 11               | 108 24 14               | 101 25 14               | 93 20 10                | 96 15 5                 | 73 8 −2                 | 62 3 −7                 |
| Середня макс. і мін. температури повітря (°C) Атмосферні опади (мм), за рік : 1182 мм. Джерело: «Climate-Data.org» (англ.) |                         |                         |                         |                         |                         |                         |                         |                         |                         |                         |                         |

## Населення
За даними перепису населення 2014 року в селі проживає 118 осіб.
| Рік  | Населення |
| ---- | --------- |
| 2002 | 247       |
| 2014 | 118       |